# Colin Walker (Bühnenbildner)
Colin Walker (* 26. Juli 1956 in London) ist Bühnenbildner, Kostümbildner und freier Künstler.
Colin Walker, in London geboren, aufgewachsen in der Schweiz, studierte an der Akademie der bildenden Künste in Wien. Danach folgten Assistenzen am Schauspielhaus Zürich und an den Münchner Kammerspielen, unter anderem bei Gerd Heinz, Dieter Dorn, Jürgen Rose, George Tabori, Werner Herzog und Roland Topor.
Seit 1986 ist er in Deutschland, Österreich und in der Schweiz als Bühnen- / Kostümbildner tätig; zu seinen Wirkungsstätten zählen u. a. das Schauspielhaus Zürich, die Münchner Kammerspiele, die Grand Opéra Genève, das Bayerische Staatsschauspiel, das Münchner Volkstheater, die Städtische Bühnen Heidelberg, die Wuppertaler Bühnen, das Nationaltheater Mannheim, das Theater am Turm, das Schauspiel Frankfurt, das Theater Freiburg, das Theater Bremen, das Thalia Theater Hamburg, das Luzerner Theater, das Staatstheater Stuttgart, die Oper Leipzig, die Oper Bonn und das Deutsche Theater Berlin. Er arbeitete unter anderem mit den Regisseuren Siegfried Bühr, Christoph Biermeier, Peer Martiny, Jean-Claude Kuner, Peter Henning, Alfred Kirchner, Ulrich Matthes, Vera Sturm und dem Komponisten und Regisseur Patrick Schimanski zusammen.
Professor und verantwortlich für die Studienrichtung Szenografie (Lehrgebiete, Szenografie, Mediale Raumgestaltung), an der HsH - Hochschule Hannover - University of Applied Sciences and Arts, (2002 bis 2024)
Lehrtätigkeiten
HfG Hochschule für Gestaltung Offenbach am Main, Studiengang Bühnenbild (1996)
HsH - Hochschule Hannover University of Applied Sciences and Arts, Professur für die Lehrgebiete Szenografie und Mediale Raumgestaltung (2002–2024)
Hiroshima City University Japan (2009)
École supérieure de théâtre - UQAM Université du Québec à Montréal, Kanada (2013)
HZT Hochschulübergreifendes Zentrum Tanz Berlin (seit 2014 als Gastdozent) im MA Studiengang Choreographie, Studiengangsleitung Wanda Golonka

## Szenenbild/Ausstellungen/Installationen/Performances
- Szenenbild Colin Walker: Das letzte Band, Regie von Jean-Claude Kuner und Peter Henning, mit Curt Bois und Sunnyi Melles, Einladungen zu den Festivals: Berlinale Forum (1990) und The Media Art – Exit Art Gallery, NYC (1991)
- Ausstellung/Installationen: Food for the Mind im Haus der Kunst in München (2000)
- Installationen: Im Rahmen der KunstFestSpiele Herrenhausen, Work-in-Progress, mit Studierende der Szenografie, Künstlerische Leitung, Colin Walker (2011)
- Installationen: NaTür, Objekt-Standort-Beziehungen mit Studierenden der Szenografie für die KunstFestSpiele Herrenhausen, Künstlerische Leitung, Wanda Golonka und Colin Walker (2012)
- Installationen: Schon Schön, im Rahmen der KunstFestSpiele Herrenhausen mit Studierenden der Szenografie zum Thema „Heimat Utopie“, Künstlerische Leitung, Wanda Golonka und Colin Walker (2013)
- Installation/Performance EXIT / WASTING TIME Goethe-Institut New York zusammen mit Wanda Golonka (2015)
- Ausstellung, DUNKELHELL 2024, Städtische Galerie KUBUS Hannover. Ausstellung studentischer Szenografie Entwürfe und Buchpremière, künstlerische Leitung Colin Walker (2024)